# Flugplatz Bad Waldsee-Reute

i7
i11
i13
Der Flugplatz Bad Waldsee-Reute (ICAO-Code: EDMZ) ist ein Sonderlandeplatz in Bad Waldsee in Baden-Württemberg. Er wird durch den Sport- und Segelfliegerclub Bad Waldsee-Reute e. V. betrieben.

## Lage
Der Flugplatz liegt etwa 3 km westlich des Zentrums von Bad Waldsee und etwa zwei km nördlich des Bad Waldseer Ortsteils Reute im Landkreis Ravensburg in Oberschwaben.

## Flugbetrieb
Der Flugplatz hat keine geregelten Öffnungszeiten (PPR). Er ist zugelassen für Segelflugzeuge, Motorsegler, Ultraleicht- und Motorflugzeuge bis 2000 kg Gesamtabflugmasse. Segelflugzeuge werden per Flugzeugschlepp in die Luft gezogen. Der Flugplatz verfügt über eine Graspiste von 660 m Länge. Er ist mit einer Tankstelle für AvGas 100 LL und MoGas (Super bleifrei) ausgestattet. Weiterhin befindet sich eine Gaststätte auf dem Flugplatzgelände. Die Flugfunkfrequenz ist 118.040 MHz (Waldsee Radio).

## Geschichte

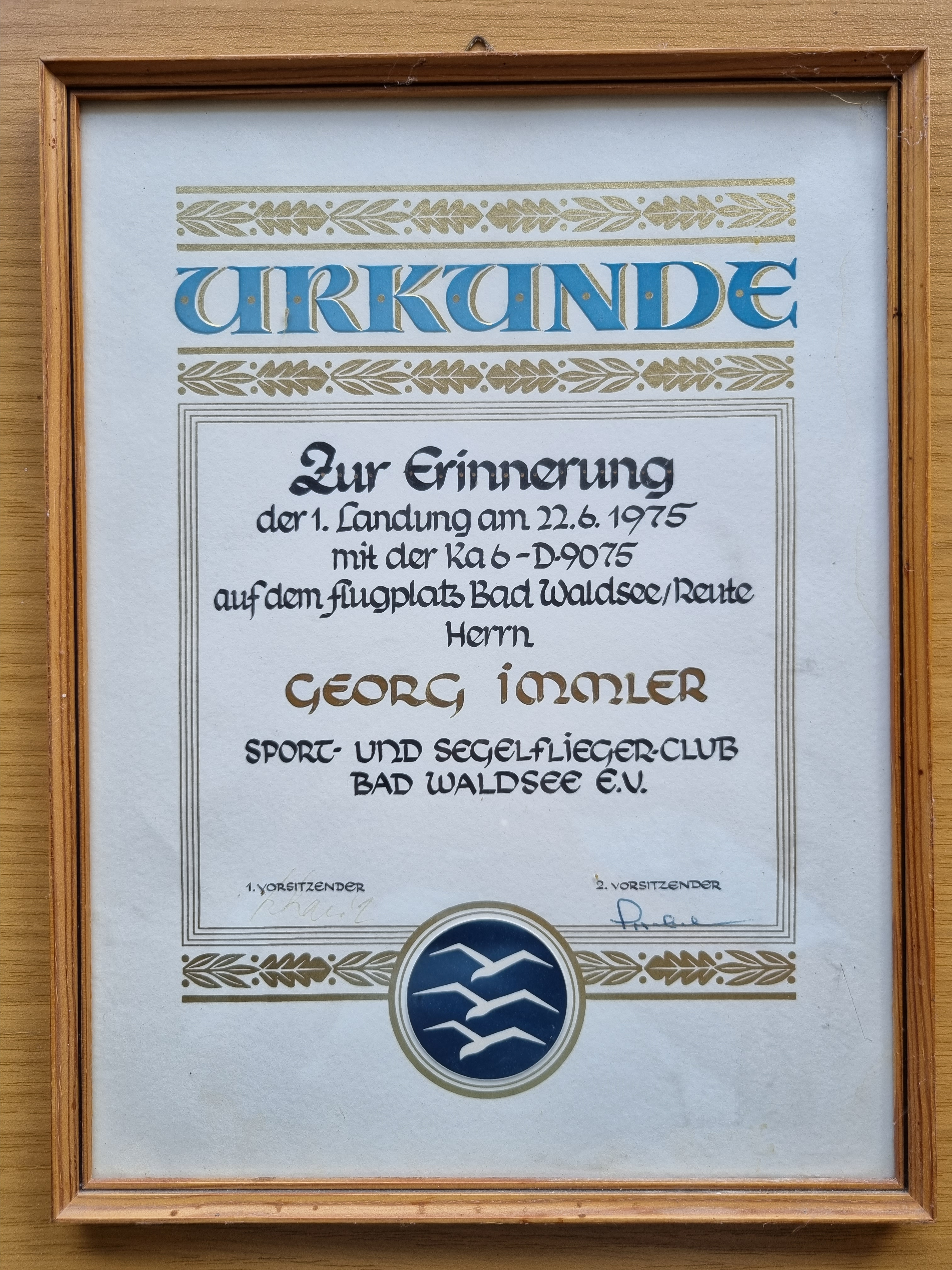
Erste Landung in Bad Waldsee

- Segelflug wird in Bad Waldsee seit 1929 betrieben.
- 1950: Der Sport- und Segelfliegerclub Bad Waldsee-Reute e. V. wurde gegründet.
- 1975: Die Inbetriebnahme des Flugplatzes Bad Waldsee-Reute erfolgte am 25. Juli 1975.
- 1997: Betriebserweiterung für Ultraleichtflugzeuge.
- 2010–2013: Neubau des Hangars.[4]

## Regelmäßige Veranstaltungen
- Das Drachenfest findet seit 2014 jährlich im Mai oder Juni statt.[5]
- Ein Modell-Flugtag wird jedes Jahr im September veranstaltet.[6]